# Sal (Kap Verde)
 For alternative betydninger, se Sal. (Se også artikler, som begynder med Sal)
Sal er en af øerne i øgruppen Barlavento i Kap Verde. Areal: 216 km². 17.244 indbyggere, hvoraf 11367 bor i Santa Maria og 5.877 i Espargos. Kap Verdes internationale lufthavn, Amílcar Cabral International Airport, ligger ved Espargos.